# New Boggle Boggle 2
뉴 보글 보글 2 (no inglês: New Boggle Boggle 2) (em português: O Novo Boogle Oogle) é jogo coreano de sem licença originalmente pela Zemina em 1989, no Master System. Fez a versão faria originalmente.